# Prêmio TVyNovelas de 2015
33º Prêmio TVyNovelas

Novela: 

Mi Corazón Es Tuyo
Atriz: 

Adriana Louvier
Ator: 

Sebastián Rulli
O Prêmio TVyNovelas 2015 foi a 33ª edição do Prêmio TVyNovelas, prêmio entregue pela revista homônima aos melhores artistas e produções da televisão mexicana referentes ao ano de 2014. O evento ocorreu no dia 8 de Março de 2015, na Cidade do México. Foi apresentado por Alan Tacher, Andrea Legarreta, Galilea Montijo e Adrián Uribe, e transmitido pelo Canal de las Estrellas.

## Vencedores e indicados
Os vencedores estão em negrito. Os das categorias "Melhor História ou Adaptação" e "Melhor Direção de Cena" foram apresentados em 6 de Março de 2015.

## Favoritos del Público
Os Favoritos do Público são categorias que o público escolhe pelo Twitter, e os vencedores são escolhidos pelo site oficial da premiação. Os vencedores foram apresentados em 7 de Março de 2015.